# Francis Osborne (författare)
Francis Osborne, född den 26 september 1593, död den 4 februari 1659, var en engelsk essayist, känd för sin Advice to a Son, som blev en mycket populär bok strax efter engelska restaurationen.